# Miguel Anxo Fernández Lores
Miguel Anxo Fernández Lores (Vilalonga, Sanxenxo, 7 de juny de 1954), és un metge i polític gallec. Des de 1999 és alcalde de Pontevedra, pel BNG.
Després d'estudiar medicina a la Universitat de Santiago de Compostel·la, feu les pràctiques en l'Hospital Provincial de Pontevedra. Després va exercir com metge de cabeceira en Pol i Samos, on va estar un any de regidor. Finalment va ser transladado a l'Ambulatori Verge Peregrina de Pontevedra, on va treballar fins i tot la seva elecció com a alcalde.
En les eleccions municipals de 1987 va ser elegit regidor a Pontevedra, com únic representant del BNG. El grup local de la formació nacionalista va ser ascendint en nombre de regidors, fins a assolir 10 en les eleccions municipals de 1999, cosa que li va permetre governar en minoria. Es va convertir així en el primer alcalde d'una formació d'esquerres de la ciutat des de la Segona República.
Després de les eleccions municipals de 2003, on van aconseguir de nou 10 regidors, va governar en coalició amb el PSdG, acord renovat després de les eleccions municipals de 2007, si bé solament amb 7 regidors.